# Lumijá
Lumijá är en ort i Mexiko.   Den ligger i kommunen Tila och delstaten Chiapas, i den sydöstra delen av landet, 800 km öster om huvudstaden Mexico City. Lumijá ligger 708 meter över havet och antalet invånare är 189.
Terrängen runt Lumijá är kuperad västerut, men österut är den bergig. Lumijá ligger nere i en dal. Runt Lumijá är det ganska tätbefolkat, med 67 invånare per kvadratkilometer. Närmaste större samhälle är Yajalón, 6,4 km sydost om Lumijá. I omgivningarna runt Lumijá växer i huvudsak städsegrön lövskog.